# Luke Ford
Luke Ford, född 26 mars 1981 i Vancouver i British Columbia, är en kanadensisk-australisk skådespelare. Han har bland annat spelat rollen som Alex O'Connell i filmen Mumien: Drakkejsarens grav från 2008. Han är, trots födelsen i Kanada, uppvuxen i Australiens största stad Sydney.

## Filmografi (i urval)

### Filmer
- 2008 – The Black Balloon
- 2008 – Mumien: Drakkejsarens grav
- 2010 – Animal Kingdom
- 2011 – Red Dog

### TV-serier
- 2000 – Water Rats (TV-serie)
- 2000 – Home and Away (TV-serie)
- 2001 – Stingers (TV-serie)
- 2001 – McLeods döttrar (TV-serie)
- 2002 – All Saints (TV-serie) (även 2004)